# Station Florée
Station Florée is een voormalige spoorweghalte langs spoorlijn 162 (Namen - Aarlen - Luxemburg) in Florée, een deelgemeente van de gemeente Assesse.
In de dienstregeling die inging op 14 december 2014, werd op weekdagen de L-trein, welke dit station bedient, onderbroken tussen Ciney en Assesse ten gevolge van spoorvernieuwingswerken. In Florée en Natoye werd de L-trein daarom vervangen door een bus. In het weekend reed de L-trein op dit traject wel, echter werd station Florée in het weekend niet bediend. De stopplaats werd daarna niet meer geopend en in 2017 werd die door Infrabel weggehaald.
0,0: Namen ·
2,1: Jambes-Oost ·
5,0: Dave-Saint-Martin ·
7,8: Naninne ·
10,9: Sart-Bernard ·
14,0: Courrière ·
16,7: Assesse ·
18,3: Florée ·
20,5: Natoye ·
26,4: Braibant ·
29,0: Ciney ·
32,0: Leignon ·
32,9: Chapois ·
39,1: Haversin ·
45,8: Hogne ·
48,9: Aye ·
51,2: Marloie ·
57,6: Rochefort-Jemelle ·
60,0: Forrières ·
62,8: Lesterny ·
65,9: Grupont ·
72,1: Mirwart ·
76,2: Poix-Saint-Hubert ·
80,0: Hatrival ·
89,7: Libramont ·
94,8: Verlaine ·
98,5: Neufchâteau ·
100,4: Hamipré ·
105,0: Cousteumont ·
107,1: Lavaux ·
111,1: Mellier ·
114,8: Marbehan ·
115,9: Rulles ·
118,5: Houdemont ·
121,6: Habay ·
125,8: Hachy ·
128,0: Fouches ·
132,7: Stockem ·
134,0: Viville ·
135,8: Aarlen ·
137,6: Weyler ·
140,3: Autelbas ·
142,6: Barnich ·
145,5: Sterpenich